# Forotic
Forotic là một xã thuộc hạt Caraș-Severin, România. Dân số thời điểm năm 2002 là 1922 người.